# Platylampis latiuscula
Platylampis latiuscula is een keversoort uit de familie glimwormen (Lampyridae). De wetenschappelijke naam van de soort werd voor het eerst geldig gepubliceerd in 1853 door Motschulsky.